# David Müller (giocatore di football americano)
David Müller (...) è un giocatore di football americano tedesco che gioca come linebacker per i New Yorker Lions.

## Palmarès
- 3 BIG6 Eurobowl (New Yorker Lions, 2016, 2017, 2018)
- 2 German Bowl (New Yorker Lions, 2016, 2019)
- 1 Verbandsliga Ost (Potsdam Royals, 2008)